# Anahit C'ic'ikyan
Anahit C'ic'ikyan (in armeno Անահիտ Ցիցիկյան?; in russo Анаит Михайловна Цицикян?, Anait Michajlovna Cicikjan; Leningrado, 26 agosto 1926 – Yerevan, 2 maggio 1999) è stata una violinista e musicologa armena con cittadinanza sovietica.
Durante il periodo sovietico ha cantato in oltre 100 città. Per circa 40 anni ha insegnato presso il Conservatorio di Stato, scrivendo più di 300 articoli e sceneggiature per programmi televisivi e radiofonici. Come ricercatrice ha istituito una nuova branca della musicologia armenaː storia dell'arte performativa, dedicando gli ultimi vent'anni della sua vita alla ricerca nel campo della storia della musica antica. Nel 1967 è stata insignita del titolo di Merited Artist of Armenia, in italiano, Artista Emerito dell'Armenia, e di People's Artist of Armenia, in italiano Artista del Popolo Armeno. Ha inoltre conseguito nel 1970 un PhD in Musicologia, e, dal 1982 divenne Professoressa di Musica.

## Biografia

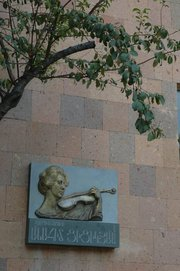
Scultura rappresentante Anahit Tsitskikian

Nacque a Leningrado, attualmente San Pietroburgo, in Russia, da una famiglia di ingegneri e medici. Ha iniziato a suonare il violino all'età di sei anni. I suoi insegnanti erano il musicista Grigory Ginzburg e in seguito il professor Lev Moiseyevich Zeitlin. All'inizio della Seconda Guerra Mondiale, all'età di quindici anni, lasciò Leningrado per l'Armenia. La sua città natale ha lasciato un'impronta indelebile sul suo sviluppo come persona e musicista. Dal 1946 al 1950 ha frequentato il Conservatorio di Stato di Yerevan come studentessa del professor Karp Dombayev. Le fu poi concessa una borsa di studio intitolata a Stalin. Nel 1954 completò il suo corso al Conservatorio statale di Mosca con il professore relatore, Konstantin Mostras.
Iniziò a esibirsi professionalmente quando ancora frequentava la scuola elementare. Le sue performance comprendevano molte esibizioni, sia da solista, che con orchestre sinfoniche. A partire dal 1961 divenne solista principale dell'Armenian Philharmonic Hall. Si è inoltre esibita in tutte le Repubbliche dell'ex Unione Sovietica e in 27 paesi in tutto il mondo. Come violinista ha prodotto quattro dischi in vinile con l'etichetta Melodiya. Il suo repertorio comprendeva soprattutto gli spartiti dei moderni compositori armeni. Fu spesso coautrice, editrice e prima interprete dei loro brani originali.
Dal 1950 ha insegnato presso il Conservatorio di Stato di Yerevan, istituendo tre nuovi corsi: Storia e teoria degli strumenti ad arco, Storia delle arti dello spettacolo armeno e Corso di pratica dell'insegnamento della musica.
Iniziò la sua ricerca accademica mentre era ancora una studentessa del Conservatorio, concentrandosi sull'arte dell'archeggio, sull'organologia e sull'archeologia musicale, della quale, in Armenia fu la fondatrice. Parlava cinque lingue e teneva lezioni in inglese, francese e tedesco. Ha partecipato a numerose conferenze scientifiche internazionali pubblicando articoli sia in Armenia che all'estero.
Durante la sua vita artistica, si è esibita in più di mille recital, ha registrato sessanta brani di musicali, ed è stata autrice di oltre 300 articoli e sceneggiature per molti programmi radiofonici e televisivi. Era membro di molte organizzazioni locali e internazionaliː "Unione compositiva dell'Armenia" o "Unione dei compositori dell'URSS", "Unione dei teatri armeni", "Unione dei giornalisti","Comitato delle donne dell'URSS", "AOKS (comitato di collegamento culturale dell'Armenia con paesi stranieri)", "Storia del Comitato per la cultura mondiale dell'Accademia delle scienze dell'Unione Sovietica, dell'Associazione scientifica mondiale di archeologia storica", ecc. Morì a Yerevan il 2 maggio 1999.

## Eredità
La Anahit Cultural Foundation fu fondata nello stesso anno della sua morte allo scopo di continuare il suo lavoro e realizzare i suoi sogni. La missione della fondazione fu quella di facilitare la promozione della musica armena supportando i musicisti nella loro istruzione e lavoro professionale, creando e realizzando programmi ed eventi culturali e stimolando l'integrazione della musica armena nella musica internazionale. A Yerevan, nel 2004, a suo nome, venne intitolata una scuola di musica.

## Riconoscimenti e premi
Anahit C'ic'ikyan è stata artista meritevole dell'Armenia (1967), ha ottenuto il PhD in musicologia (1970) e il diploma di professoressa di musica (1982).